# جورج فيتش (سياسي)
جورج فيتش (بالإنجليزية: George Fitch)‏ هو سياسي أمريكي، ولد في 3 نوفمبر 1848، وتوفي في 30 مارس 1896 بسبب التهاب الزائدة الدودية. حزبياً، نشط في الحزب الجمهوري. وقد انتخب عضو مجلس ولاية ويسكونسن.